# Tiberius Sempronius Gracchus

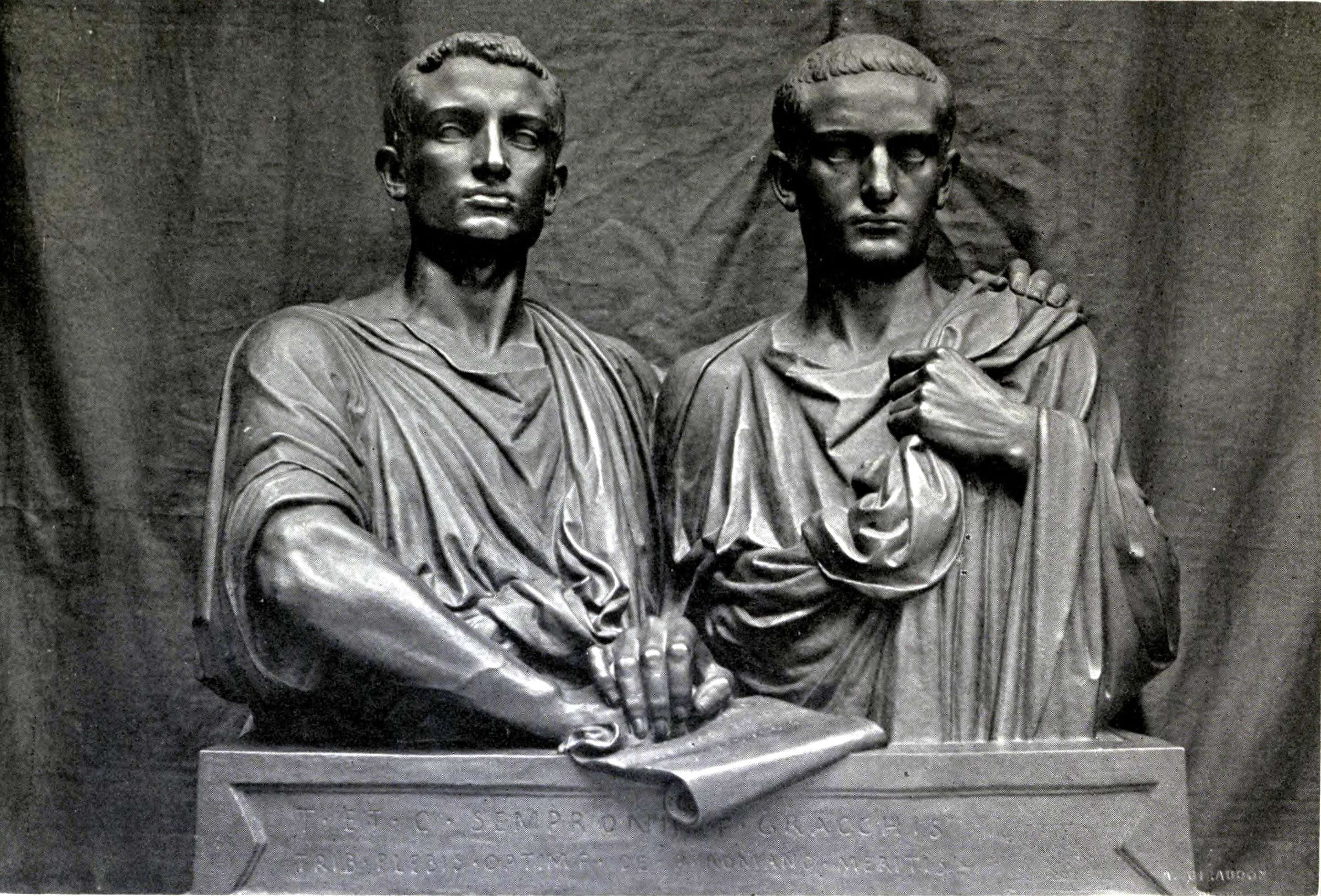
Das Brüderpaar Gracchus, von Eugène Guillaume

Tiberius Sempronius Gracchus (* 162 v. Chr.; † 133 v. Chr. in Rom) war ein Politiker der Römischen Republik. Er wollte als Volkstribun weitgehende Reformen durchsetzen, scheiterte jedoch am gewaltsamen Widerstand der Senatsmehrheit und wurde zusammen mit seinen Anhängern ermordet. Nach seinem Tod versuchte sein Bruder Gaius Sempronius Gracchus erneut, Reformen durchzusetzen, wurde aber ebenfalls getötet. Mit dem Scheitern der Gracchischen Reformen begann das Zeitalter der Römischen Bürgerkriege. Nach seinem Tod wurde Tiberius Sempronius zur Symbolfigur für den Kampf gegen die Willkür der Oberschicht stilisiert.

## Herkunft
Die Familie der Gracchen war eine der mächtigsten und angesehensten der römischen Nobilität. Der jüngere Tiberius war der älteste Sohn des älteren Tiberius Sempronius Gracchus, des Konsuls der Jahre 177 v. Chr. und 163 v. Chr., und der Cornelia, einer Tochter des Publius Cornelius Scipio Africanus, des Siegers über Hannibal. Tiberius war mit Claudia Pulchra verheiratet. Laut Appian hatte er mindestens einen Sohn, Cassius Dio und Plutarch erwähnen Kinder im Plural.

## Politische Anfänge
Der junge Tiberius Gracchus begleitete im Alter von fünfzehn Jahren den damaligen Konsul Publius Cornelius Scipio Aemilianus Africanus in den Dritten Punischen Krieg (147 v. Chr.) und ging im Jahre 137 v. Chr. mit dem Konsul Gaius Hostilius Mancinus als Quaestor in die Provinz Hispania citerior. Seit die Römer nach ihrem Sieg im Zweiten Punischen Krieg große Teile der iberischen Halbinsel als Provinz von Karthago erbeutet hatten, sahen sich die römischen Truppen mit dem hartnäckigen Widerstand der iberischen Stämme konfrontiert, der zu einem jahrzehntelangen Krieg führte.
Gracchus erlebte dort die Kapitulation des römischen Heeres vor Numantia, eine der bis dahin schwersten Niederlagen einer römischen Armee. Er hatte die Kapitulation mit zu verantworten und war als Quaestor an der Formulierung des Vertrages maßgeblich beteiligt; er wäre daher, als der Senat die Ratifizierung des Abkommens ablehnte, beinahe an die Feinde ausgeliefert worden. Nur seine vornehme Herkunft und mächtigen Freunde bewahrten ihn vor der schmachvollen Auslieferung an die Numantiner, wie sie Mancinus widerfuhr. Dieser wurde nackt und mit gefesselten Händen zu den Feinden geschickt, die ihn wiederum nicht aufnehmen wollten, um ihrerseits nicht die Nichtigkeit des Vertrages anerkennen zu müssen. Mancinus war damit entehrt und politisch erledigt. Dieses Erlebnis und seine Folgen hatten im Leben des Tiberius mutmaßlich traumatischen Charakter. Plutarch vermutete, dass durch die Kapitulation bis zu 20.000 römische Soldaten am Leben bleiben konnten, der Senat hingegen fasste das nach Mancinus beschriebene Vertragswerk aber dennoch als schweren Verrat auf.
Seine Erlebnisse auf der iberischen Halbinsel und die Reaktion des römischen Senats brachten Tiberius zum ersten Mal in einen Konflikt mit Teilen des Senats und deren Politik. Er stand nun, wie Jochen Bleicken herausarbeiten konnte, politisch mit dem Rücken zur Wand und brauchte dringend einen spektakulären Erfolg. Schon bei seiner Reise nach Numantia durchreiste er Etrurien und erkannte angeblich dort Missstände, welche die Sklavenwirtschaft und die Belastung der bäuerlichen Bevölkerung durch den Kriegsdienst verursacht hatten. In ihm reifte Plutarch zufolge ein erster Plan zur Reformierung des römischen Staates. Plutarch berichtet aber auch über andere Motive, die Tiberius zu seinem politischen Vorhaben beeinflusst haben sollen. So schreibt er, dass Tiberius von seinen beiden Beratern Diophanes von Mitylene und Gaius Blossius aus Cumae dazu überredet worden sei, das Projekt einer Landverteilung wieder aufzugreifen. Als weitere mögliche Motive führt Plutarch zum einen Cornelia, die Mutter des Tiberius, an, die durch ihre Klagen ihren Sohn zu maßlosem Ehrgeiz angestachelt haben soll, und zum anderen habe Tiberius feststellen müssen, dass ein etwa gleichaltriger Konkurrent ihn an Ansehen und Ruhm weit überholt habe, weshalb er sich auf ein gewagtes, aber vielversprechendes politisches Unternehmen eingelassen habe. Als Hauptmotiv für das Ackergesetz sieht Plutarch allerdings Tiberius’ Bemühen um Popularität an, da das Volk ihn in Graffiti an öffentlichen Gebäuden und Denkmälern aufgefordert habe, der armen Bevölkerung den Staatsgrund zurückzugeben.
Dass sein politisches Projekt nicht neu war, sondern auch von anderen Mitgliedern der Nobilität verfolgt wurde, zeigt der Versuch des Gaius Laelius, der 140 v. Chr. ein Ackergesetz verabschieden wollte, aber aufgrund des Widerstandes vieler anderer Senatoren sein Vorhaben wieder fallen ließ. Dennoch erhellt es, dass zum einen die Idee einer Ackerreform des Tiberius Gracchus nicht unbekannt in Rom war, zum anderen verdeutlicht der vorige Fehlversuch des Gaius Laelius, dass Tiberius im Senat mit starkem Widerstand rechnen musste.

## Der Reformkreis

### Hintergründe
Ab dem Ende des Dritten Punischen Krieges im Jahre 146 v. Chr. geriet die „späte römische Republik“ (133–31 v. Chr.), der nach Christian Meier Res publica amissa, mit dem Jahre 133 v. Chr. in eine schwere Krise.
Die römische Oberschicht erfüllte die vom Volk erwarteten Aufgaben nicht und so begann sich eine Polarisierung innerhalb der römischen Gesellschaft zu vollziehen. Kontrovers standen sich jene gegenüber, die die Macht und den Status der alten Familien bewahren wollten, um so Rom in der Form zu konservieren, wie es schon „immer war“, anderseits fanden sich jene zusammen, die eine stärkere Berücksichtigung der „Interessen des Volkes“ einforderten. So gab es im Rom keine in sich geschlossenen politischen Parteien, im Sinne moderner Staaten, vielmehr kam es zu Gruppenbildungen, die etwa um alte Privilegien und deren Beteiligung hieran rungen. Andere Gruppierungen suchten die Rechte des römischen Volkes als solches zu erweitern.
Ein spezielles Problem ergab sich aus der Rekrutierung der römischen Kleinbauern zum Militärdienst, eine solche Belastung der Kleinbauern und die daraus resultierende, mögliche Verarmung weiter Teile dieser Gesellschaftsgruppe stellten sich als ein Problem dar, das dringend gelöst werden musste.

### Tiberius Gracchus und der Reformkreis
Wieder nach Rom zurückgekehrt, schloss sich Tiberius Gracchus dem Reformkreis um den princeps senatus Appius Claudius Pulcher an, welcher auch sein Schwiegervater wurde. Trotz seiner jungen Jahre wurde Tiberius schon bald zu dessen aktivstem Mitglied. Dem Kreis gehörten angesehene Mitglieder der römischen Nobilität an, so etwa Publius Mucius Scaevola und Publius Licinius Crassus Dives Mucianus. Auch Tiberius’ Schwager Scipio Aemilianus gehörte anfangs zu seinen Unterstützern. Die Reformer hatten sich vor allem zum Ziel gesetzt, den ager publicus, den im Eigentum des römischen Staates befindlichen Landbesitz, neu zu verteilen.
Während Alvin Bernstein in diesen Männern die ursprünglichen Urheber des Gesetzes sieht, die Tiberius für ihre Sache gewinnen konnten, geben die beiden Hauptquellen Plutarch und Appian nur her, dass sie lediglich als Berater des Tiberius zur Seite standen. Diese Ansicht vertritt auch David Stockton, der Tiberius als vorausschauenden Politiker bezeichnet, der sich des Widerstandes der Großgrundbesitzer sicher gewesen sei und deshalb im Voraus bewusst einflussreiche Männer aus der Nobilität für sich zu gewinnen gesucht habe. Über die Größe des Reformerkreises können aus den Berichten Plutarchs und Appians keine Rückschlüsse gezogen werden. Klaus Meister geht, ähnlich wie P. A. Brunt und Christian Meier, von einem kleinen Kreis isolierter Adliger aus, während Donald C. Earl den Kreis der Unterstützer erheblich größer fasst und dies mit der Verbindung des Tiberius mit den anderen einflussreichen Familienmitgliedern der Claudii Pulchri und Mucii Scaevolae begründet. In der neueren Forschung ist zudem vermutet worden, dass auch griechische Intellektuelle, die sich in Rom aufhielten, großen Einfluss auf das Reformprogramm gehabt hätten.

## Die Agrarwirtschaft als Reformobjekt
Der ager publicus war durch die Kriege Roms in Italien enorm gewachsen, denn die Römer annektierten bis zu einem Drittel der Fläche der von ihnen besiegten italischen Stämme und verleibten diesen Boden ihrem Staatsgebiet ein. Wurden diese Böden zu Beginn der italischen Expansion noch in einzelnen Bauernstellen an die eigenen Bürger als Kolonisten abgegeben, setzte sich bald nach 180 v. Chr. die Praxis der Okkupation dieser Ländereien durch. Dies bedeutete, dass der ager publicus – gegen Erstattung einer festgesetzten, einmalig zahlbaren Grundgebühr – von jedermann zur Bewirtschaftung in Besitz genommen werden konnte. Hiervon profitierten vor allem die vermögenden Klassen der römischen Bevölkerung, also die Senatoren und Ritter und die obersten Census-Klassen. Dem einfachen Volk war eine Okkupation meist schon aus Mangel an den nötigen finanziellen und sachlichen Mitteln unmöglich. Zwar war eine Obergrenze für die Landinbesitznahme gesetzt worden; diese war aber überaus großzügig bemessen und führte eher dazu, dass den Mitgliedern der herrschenden und vermögenden Klassen ein Teil des ager publicus bereitstand, als dass hierdurch die unteren Schichten zum Zuge kamen. Aber auch die reichsten Mitglieder der Nobilität waren auf die Nutzung des ager publicus nicht angewiesen und scheinen – anders, als man früher glaubte – kaum auf ihn zurückgegriffen zu haben.
Die derart vergebenen öffentlichen Ländereien gingen somit praktisch in Privatbesitz über, und alsbald verfestigte sich dieser Zustand derart, dass der ager occupatorius vererbt, beliehen und verschenkt wurde wie privates Eigentum.
Viele Historiker folgen der Interpretation der antiken Quellen und bieten daher folgende Rekonstruktion: Eine neue und faire Aufteilung des ager publicus sollte demnach nach dem Willen der Reformer zweierlei erreichen. Zum einen sollte sie weite Teile der römischen Bevölkerung aus Armut und Besitzlosigkeit befreien, die sie zu Abhängigen von staatlichen Kornlieferungen machte und sie in die übervölkerten Armenviertel der Stadt zog, zum anderen sollte so der existenzbedrohende Mangel an wehrfähigen Männern behoben werden. Seit dem Ende des Dritten Punischen Krieges war die Zahl der im Census erfassten römischen Bürger von 337.000 auf unter 318.000 gesunken, mit der Folge, dass nicht mehr ausreichend Soldaten für die Legionen zur Verfügung standen, um die kräftezehrenden und zermürbenden Kriege gegen die Aufstände in den Provinzen (vor allem in Spanien) zu führen. Da nach der damaligen Wehrverfassung nur solche Bürger zum Dienste in der Legion eingezogen wurden, die über ausreichend Vermögen verfügten, um ihre Ausrüstung und Bewaffnung selbst zu stellen, konnte man hierzu auch nicht auf die besitzlosen Bürger (capite censi) zurückgreifen, welche in Massen in die Stadt Rom zogen. Eine entsprechende Änderung der Wehrverfassung sollte erst gut dreißig Jahre später durch die Heeresreform des homo novus Marius eingeführt werden.
In jüngerer Zeit haben Althistoriker wie Klaus Bringmann Zweifel an dieser Version geäußert: Kaum 50 Jahre vor Tiberius Gracchus gab es so viel ager publicus und so wenig landlose Interessenten, dass man die Möglichkeit, das Land einfach zu besetzen, überhaupt erst eingeräumt und zugleich die Gründung von Bürgerkolonien zunächst eingestellt hatte. Auch seien in der Regel nicht Bauern, sondern nur deren jüngere Söhne eingezogen worden; die Kriege könnten also kaum zu einer Agrarkrise geführt haben, da im Gegenteil tendenziell gerade jene im Feld starben, die auf dem Hof überzählig waren. Die Menschen hätten ihre Höfe meist freiwillig aufgegeben, da sie in der rasant wachsenden Großstadt Rom auf ein besseres Leben hofften; eine Landreform hätte daran wenig ändern können. Der Ausgang der Forschungsdiskussion ist offen. Einwände gegen die These Bringmanns formulierte beispielsweise Jürgen von Ungern-Sternberg.
Zudem werden die wirklichen Motive der Reformer vermehrt in Frage gestellt: Man betont, dass hinter Gracchus mehrere besonders mächtige Senatoren standen. Nach Ansicht einiger Forscher wie Ulrich Gotter wollten diese die Reform dazu nutzen, jene Rivalen, die in den vergangenen Jahren viel vom ager publicus besetzt hatten, zu schwächen, da sie selbst – durchgängig Mitglieder der reichsten Familien – über andere Formen von Besitz verfügten. Dies könnte die ungewöhnliche Kompromisslosigkeit beider Seiten erklären. Nach dieser Hypothese ging es also nicht um eine Entlastung der Armen, sondern um aristokratische Streitigkeiten innerhalb der Nobilität; es führt dann in die Irre, den Konflikt als Auseinandersetzung zwischen Volk und Senat zu interpretieren.

## Das Volkstribunat 133 v.Chr.
Den Reformern jedenfalls gelang es, für das Jahr 133 v. Chr. einige ihrer Mitglieder in einflussreiche Ämter wählen zu lassen. Tiberius Gracchus wurde für dieses Jahr zum Volkstribun gewählt, Publius Mucius Scaevola gar zum Konsul. Man kam überein, dass die erfolgversprechendste Vorgehensweise bei der Durchsetzung der Reform der Weg über die Plebejerversammlung (concilium plebis) sei. Obwohl sich im Senat keine Mehrheit für die gracchischen Pläne fand, brachte der Tribun das Gesetz, welches wohl ein älteres aufgriff (lex Licinia Sextia), direkt vor das Volk. Dies war höchst unüblich, da normalerweise innerhalb der Aristokratie, sprich im Senat, ein Konsens erzielt worden sein musste, bevor man das Volk um Zustimmung bat: Da die römische Verfassung zahlreiche Instrumente bereithielt, mit denen eine Minderheit Beschlüsse verhindern konnte, war man im Grunde darauf angewiesen, sich zu einigen. Rein rechtlich war das concilium plebis aber an die Empfehlungen des Senats nicht gebunden und konnte sie niederstimmen – dies geschah im Lauf der weiteren Geschichte zum Beispiel im Jugurthinischen Krieg, als das senatus consultum erging, die Amtszeit des Quintus Caecilius Metellus Numidicus als kommandierender General zu verlängern, den das concilium plebis mit der Ernennung von Gaius Marius verwarf. Gracchus jedenfalls versuchte nicht einen Konsens im Senat herzustellen – mit weitreichenden Folgen.

### Dielex Sempronia agraria
Ursprünglich sah das zur Umsetzung der Reformen ausgearbeitete Gesetz, die lex Sempronia agraria, vor, dass der ager publicus neu zu vergeben sei. Die derzeitigen Besitzer des ager publicus sollten 500 iugera Land als Eigentum für sich behalten dürfen, der Rest sollte aber zur Einziehung und Neuverteilung an die besitzlosen Bürger herangezogen werden. Die zu vergebenden neuen Bauernstellen sollten je 30 iugera umfassen und gegen eine an den Staat zu zahlende Gebühr vergeben werden. Die Veräußerung des Landes war den Neubauern untersagt, hiermit sollte gewährleistet werden, dass das Land nicht binnen kurzer Zeit von Großgrundbesitzern zurückgekauft wurde.
Zur Umsetzung dieser Vorgaben sollte eine Dreimännerkommission eingesetzt werden, welche die Reformer aus ihren Reihen zu besetzen gedachten. Diese bestand aus Tiberius Gracchus, dessen Schwiegervater Claudius Pulcher und Tiberius’ jüngeren Bruder Gaius Gracchus. Da die Arbeit der Kommission eine beträchtliche Menge an Geldmitteln erfordern würde, nutzten sie die Gelegenheit der Stunde, welche sich durch den Tod des Königs Attalos von Pergamon bot. Dieser hatte sein Reich dem römischen Staat vermacht, das Erbe sollte nach dem Willen der Reformer nun zur Finanzierung der Arbeit der Kommission dienen.
Das Gesetzeswerk ist noch während des Verfahrens verändert worden, um den Bedenken und Einwendungen der betroffenen Landbesitzer zu begegnen und größere Ungerechtigkeiten zu vermeiden. So wurde den Okkupatoren laut Appian gestattet, bis zu 1000 iugera Land (500 iugera für den pater familias und jeweils 250 iugera für die ersten beiden Söhne) als privates Eigentum behalten zu dürfen. Aufwendungen oder Investitionen, welche sie in das zurückzugebende Land getätigt hätten, sollten dem Wert nach ersetzt werden.

### Der Kampf in der Volksversammlung
Das übliche Gesetzgebungsverfahren dieser Zeit sah, wie erwähnt, vor, zunächst die – theoretisch nicht bindende, faktisch aber unverzichtbare – Zustimmung des Senats einzuholen, bevor man den Entwurf dem Volk zur Abstimmung vorlegte. Gracchus nun provozierte seine Gegner unter den Senatoren, indem er das Gesetz ohne vorherige Zustimmung des Senats vor das Volk brachte. Das Ackergesetz, welches Tiberius Gracchus der Volksversammlung (concilium plebis) zur Beratung und Verabschiedung vorlegte, verteidigte und begründete er mit großer Beredsamkeit und Verve. Plutarch lässt ihn in seinen Doppelbiographien wie folgt zu Worte kommen:

„Die wilden Tiere, die Italien bevölkern, haben ihre Höhlen, und für jedes von ihnen gibt es eine Lagerstätte, einen Schlupfwinkel. Die Männer aber, die für Italien kämpfen und sterben, haben nichts als Luft und Licht; unstet, ohne Haus und Heim ziehen sie mit Kindern und Frauen im Land umher. Die Feldherren lügen, wenn sie in der Schlacht ihre Soldaten aufrufen, Gräber und Heiligtümer gegen die Feinde zu verteidigen: Keiner von diesen armen Römern hat ja einen väterlichen Altar, keiner ein Grab seiner Ahnen. Für Wohlleben und Reichtum anderer kämpfen und sterben sie. Herren der Welt werden sie genannt – in Wirklichkeit gehört ihnen aber kein Krümel Erde.“

Es ist nicht nur umstritten, ob Plutarch hier wirklich Gracchus zitiert, sondern auch, ob derlei oder ähnliche Argumente, die sicherlich vorgebracht wurden, nicht die eigentlichen Intentionen des Volkstribuns verschleierten. Das Gesetz traf jedenfalls auf den erbitterten Widerstand weiter Kreise des Senats. Die Gegner der Reform griffen daher zu einem jener Verhinderungsmittel, die die Verfassung ihnen für solche Fälle an die Hand gab: Ein Kollege des Tiberius Gracchus im Amt des Volkstribuns, Marcus Octavius, verhinderte im Auftrag der Gegner die Verabschiedung des Reformgesetzes durch die Volksversammlung durch Einlegung seines Vetos (Interzession). Dieser Schritt war kaum überraschend. Doch damit war Gracchus gescheitert. Ebendies konnte er sich aber, wie gesagt, unmöglich erlauben, da es seine Karriere beendet und Schande über seine Familie gebracht hätte. Er hatte alles auf eine Karte gesetzt und konnte jetzt nicht aufgeben.
Was folgte, war daher der erste offene Verfassungsbruch. Tiberius Gracchus und seine Anhänger ließen sich nun zu dem einmaligen und verfassungswidrigen Schritt hinreißen, den Volkstribun Octavius durch Plebiszit (Beschluss des concilium plebis) abzusetzen. Ein Volkstribun, der seine ihm durch das Volk und zum Wohle des Volkes verliehene Macht gegen den erklärten Willen des Volkes einsetze, müsse auch durch die Volksversammlung abgesetzt werden können, argumentierte Gracchus. Damit stellte er aber das lange Zeit so selbstverständliche Konsensprinzip der römischen Innenpolitik radikal in Frage, da er ja das Vetorecht aushebelte. Es ging nun nicht mehr nur um die Bodenreform, es ging nun um die Frage, wie in Rom künftig Politik gemacht werden solle.
Kurzfristig hatte Gracchus Erfolg. Nachdem das Plebiszit über die Absetzung des Octavius erfolgreich war, konnten die Reformer ihr Ackergesetz durchsetzen, und die zu bestellende Ackerkommission wurde zunächst mit Tiberius Gracchus, dem princeps senatus Appius Claudius Pulcher (einem der reichsten Männer seiner Zeit und wohl treibende Kraft hinter Gracchus) und einem dritten Reformer besetzt. Jahre später rückte der jüngere Bruder des Tiberius nach, Gaius Sempronius Gracchus. Die Umsetzung des Reformgesetzes wurde zunächst durch die Senatsmehrheit dadurch erschwert, dass man sich weigerte, die zur Bildung der Ackerkommission notwendigen finanziellen Mittel bereitzustellen. Tiberius Gracchus umging diesen Widerstand durch einen ebenfalls rechtswidrigen Akt, indem er das kurz zuvor dem römischen Staat vermachte Attalosvermögen per Plebiszit eigenmächtig zur Heranziehung freigab – hierüber hätte eigentlich der Senat zu entscheiden gehabt. Gracchus brach also ein weiteres Mal die Verfassung und provozierte seine Gegner noch mehr.

### Das Scheitern der Reformbewegung
Auf der Wahlversammlung Mitte des Jahres 133 v. Chr. stellte sich Tiberius Gracchus schließlich für eine zweite Amtszeit als Volkstribun zur Wahl, da er befürchtete, ohne dieses Amt werde die Arbeit der Ackerkommission durch deren Gegner unmöglich gemacht werden und – wichtiger – er selbst schutzlos den Anklagen wegen des von ihm begangenen Verfassungsbruchs gegenüberstehen (nach römischem Recht verlieh ein Amt Immunität gegen Strafverfolgung). Dies stellte einen dritten schweren Rechtsbruch dar, da zwischen zwei Ämtern oder Amtszeiten üblicherweise immer eine ämterlose Zeit zu liegen hatte, um überhaupt rechtliche Schritte gegen Magistrate zu ermöglichen. Es schien seinen Feinden, als wolle Gracchus eine Gewaltherrschaft, gestützt auf die Volksmenge, errichten.
Die Reformgegner im Senat verlangten daher vom Konsul, Gracchus zu inhaftieren. Als dieser sich weigerte, beschlossen sie, unter Führung seines Cousins, des pontifex maximus Publius Cornelius Scipio Nasica Serapio, dem Treiben des Volkstribuns selbst gewaltsam ein Ende zu setzen, da über die eigentliche Reform hinaus eine dauerhafte Verlagerung der Macht vom Senat auf die Volksversammlung bzw. den Volkstribun befürchtet wurde. Als Zeichen, dass der Senat die Republik in Gefahr sah, legten seine Mitglieder Trauergewänder an. Tiberius hingegen zeigte sich als Antwort darauf nur noch bewaffnet in der Öffentlichkeit. Eine weitere Eskalation der Situation war somit bereits vorbestimmt. Eine friedliche Lösung war längst ausgeschlossen.
Der als Optimat geltende Cicero, der sich als Unterstützer eines starken Senats profilierte, bewertete Jahrzehnte später jegliche administrative Hilfe für die Armen als verwerfliche Demagogie und sah in Publius Cornelius Scipio Nasica Serapio, der die Ermordung des Tiberius beförderte, den „Retter des Vaterlands“ und ein Vorbild für sein eigenes Vorgehen gegen politische Kontrahenten.
Die bei Volksversammlungen nicht unüblichen handgreiflichen und tumultartigen Auseinandersetzungen zwischen rivalisierenden Parteien und Gruppen wurden durch das gezielt verbreitete Gerücht, Tiberius Gracchus strebe nach der Königskrone, derart gesteigert, dass es zu einer bewaffneten Auseinandersetzung zwischen den Anhängern der Senatsmehrheit und denen der Reformer kam. Scipio Nasica und seine Anhänger bewaffneten sich mit Stuhlbeinen und stürmten die Volksversammlung; Tiberius Gracchus und etwa 300 seiner Anhänger wurden erschlagen. Die Leiche des Tiberius Gracchus wurde in den Tiber geworfen. Die Reformgegner hatten gesiegt. Überlebende Anhänger des Tiberius Gracchus wurden später durch ein Sondergericht belangt.
Damit waren die Reformen des Tiberius Gracchus mittelfristig zum Scheitern verurteilt. Zwar wurde der Großteil seiner Gesetze nicht sofort rückgängig gemacht, sie wurden aber nicht mehr in seinem Sinne vorangetrieben. In den folgenden Jahren wurde die Parzellierung von ager publicus beendet, die dafür eingesetzte Ackerkommission verlor ihre Zuständigkeit und wurde schließlich 111 v. Chr. durch eine weitere lex agraria aufgelöst. Im Übrigen enthielt der Plan des Tiberius einen gewichtigen Fehler, der sich im Verlauf der Verwirklichung des Gesetzes offenbarte: Tiberius hatte stets darauf gedrungen, die Parzellen nur an römische Bürger zu verteilen. Dies schürte einen Konflikt zwischen Rom und seinen Bundesgenossen in Italien, die im Krieg Seite an Seite mit den römischen Legionären kämpften. Dass Gracchus sie nicht berücksichtigt, sondern nur an die in der Volksversammlung stimmberechtigten Römer, die seine Machtbasis gegenüber dem Senat bildeten, gedacht hatte, verdeutlicht wohl die Eigennützigkeit und den innenpolitischen Fokus seines Handelns.
Tiberius’ jüngerer Bruder Gaius Gracchus griff die Pläne des Ermordeten im Jahr 123 v. Chr. wieder auf, wurde aber 121 v. Chr. gewaltsam aus Rom vertrieben und ließ sich in aussichtsloser Lage auf der Flucht durch einen Sklaven töten. Zehn Jahre nach dem Tod seines Bruders waren die von den beiden errungenen Teilerfolge damit gänzlich zunichtegemacht; stattdessen hatten mit den Gracchen Verfassungsbruch und Gewalt Einzug in Rom gehalten, und ein unheilbarer Riss innerhalb der Nobilität war entstanden.

## Nachwirken und Bedeutung
Das kurze politische Wirken des Tiberius Gracchus, welches stets im Gesamtzusammenhang mit der Politik seines Bruders Gaius bewertet werden muss, ist von enormer Bedeutung für die weitere Entwicklung der römischen Republik, führte es doch, wie Cicero bemerkte, zur Spaltung der römischen Gesellschaft. Die erstmals in diesem Zusammenhang auftauchenden Begriffe Optimaten und Popularen, als Bezeichnung für die Anhänger und Vertreter einer Politik der Senatsmehrheit bzw. einer Politik durch Plebiszite der concilia plebis, sollten in den nächsten Jahrzehnten das bestimmende Gegensatzpaar in der innerrömischen Politik bilden. Im Gedächtnis der römischen Bevölkerung kam den Gracchen, dem charismatischen Tiberius mehr noch als seinem jüngeren Bruder, ein ehrendes Andenken zu. Hierzu trug auch die nach dem Tod der Söhne vorbildliche Haltung und Lebensführung der Cornelia bei, welche alsbald als Musterbild einer Matrona verehrt wurde. Auch gelang es zeitweise einem Hochstapler, der sich als Sohn des Tiberius Gracchus ausgab, den Ruf der Gracchen zu benützen, um politischen Einfluss bei der Plebs zu gewinnen und Unruhe zu schüren (Volkstribun im Jahre 99 v. Chr.).
Die ältere Altertumswissenschaft (so etwa Theodor Mommsen) hat das Jahr 133 v. Chr., in dem Tiberius Gracchus das Volkstribunat bekleidete, als Epochenjahr bewertet und mit ihm den Beginn der Römischen Revolution datiert. In der neueren Forschung (so etwa Karl Christ) wird diese Auffassung wegen ihrer Begrifflichkeit (Revolution) und scheinbaren Außerachtlassung der gesellschaftlichen und sozialen Vorbedingungen oft abgelehnt. Die gescheiterten Reformen der Gracchen bilden aber unbestritten den ersten offenen Ausbruch der Krise (so Karl Christ), welche oft als Zeitalter der römischen Bürgerkriege bezeichnet wird und die über die Diktatur des Sulla, die großen außerordentlichen Kommandos (Imperien) des Pompeius, des Caesar und des Crassus zum offenen Kampf und dem Ende der Republik und Übergang ins Prinzipat des Augustus führte.